# Пламервіль (Арканзас)
Пламервіль (англ. Plumerville) — місто (англ. city) в США, в окрузі Конвей штату Арканзас. Населення — 734 особи (2020).

## Географія
Пламервіль розташований на висоті 91 метр над рівнем моря за координатами 35°9′34″ пн. ш. 92°38′35″ зх. д. / 35.15944° пн. ш. 92.64306° зх. д. (35.159377, -92.643059).  За даними Бюро перепису населення США в 2010 році місто мало площу 2,95 км², з яких 2,91 км² — суходіл та 0,04 км² — водойми.

## Демографія
Згідно з переписом 2010 року, у місті мешкало 826 осіб у 340 домогосподарствах у складі 229 родин. Густота населення становила 280 осіб/км².  Було 396 помешкань (134/км²). 
Расовий склад населення:
| - 69,5 % — білих - 24,8 % — чорних або афроамериканців - 1,0 % — корінних американців - 1,7 % — осіб інших рас |

До двох чи більше рас належало 3,0 %. Іспаномовні складали 3,9 % від усіх жителів.
За віковим діапазоном населення розподілялося таким чином: 23,0 % — особи молодші 18 років, 61,1 % — особи у віці 18—64 років, 15,9 % — особи у віці 65 років та старші. Медіана віку мешканця становила 41,3 року. На 100 осіб жіночої статі у місті припадало 92,1 чоловіків;  на 100 жінок у віці від 18 років та старших — 91,0 чоловіків також старших 18 років.
Середній дохід на одне домашнє господарство  становив 68 271 долар США (медіана — 37 083), а середній дохід на одну сім'ю — 65 785 доларів (медіана — 41 375). За межею бідності перебувало 27,5 % осіб, у тому числі 61,7 % дітей у віці до 18 років та 19,7 % осіб у віці 65 років та старших.
Цивільне працевлаштоване населення становило 513 особи. Основні галузі зайнятості: виробництво — 19,5 %, освіта, охорона здоров'я та соціальна допомога — 18,1 %, транспорт — 10,3 %, сільське господарство, лісництво, риболовля — 8,8 %.
За даними перепису населення 2000 року в Пламервілі проживало 854 особи, 239 сімей, налічувалося 345 домашніх господарств і 379 житлових будинків. Середня густота населення становила близько 328,5 людини на один квадратний кілометр. Расовий склад Пламервіла за даними перепису розподілився таким чином: 72,95 % білих, 23,65 % — чорних або афроамериканців, 0,47 % — корінних американців, 0,35 % — азіатів, 0,12 % — вихідців з тихоокеанських островів, 2,11 % — представників змішаних рас, 0,35 % — інших народів. Іспаномовні склали 1,17 % від усіх жителів міста.
З 345 домашніх господарств в 33,6 % — виховували дітей віком до 18 років, 47,2 % представляли собою подружні пари, які спільно проживали, в 19,1 % сімей жінки проживали без чоловіків, 30,7 % не мали сімей. 27,2 % від загального числа сімей на момент перепису жили самостійно, при цьому 10,7 % склали самотні літні люди у віці 65 років та старше. Середній розмір домашнього господарства склав 2,48 особи, а середній розмір родини — 2,98 особи.
Населення міста за віковою діапазону за даними перепису 2000 розподілилося таким чином: 26,5 % — жителі молодше 18 років, 9,6 % — між 18 і 24 роками, 27,4 % — від 25 до 44 років, 23,5 % — від 45 до 64 років і 13,0 % — у віці 65 років та старше. Середній вік мешканця склав 36 років. На кожні 100 жінок в Пламервілі припадало 85,7 чоловіків, у віці від 18 років та старше — 85,3 чоловіків також старше 18 років.
Середній дохід на одне домашнє господарство в місті склав 28 571 долар США, а середній дохід на одну сім'ю — 37 679 доларів. При цьому чоловіки мали середній дохід в 27 014 доларів США на рік проти 21 607 доларів середньорічного доходу у жінок. Дохід на душу населення в місті склав 13 968 доларів на рік. 15,1 % від усього числа сімей в населеному пункті і 21,4 % від усієї чисельності населення перебувало на момент перепису населення за межею бідності, при цьому 21,7 % з них були молодші 18 років і 14,0 % — у віці 65 років та старше.